# Martin Lowry
Thomas Martin Lowry (født 26. oktober 1874, død 2. november 1936) er en engelsk kemiker, der samtidig med, og uafhængigt af den danske kemiker Johannes Nicolaus Brønsted udviklede den samme syre-baseteori om udveksling af hydroner.
Lowry var professor i kemi ved blandt andet University of Cambridge.